# Anne d'Eppstein-Königstein
Anne d'Eppstein-Königstein (née en 1481 à Königstein im Taunus et morte le 7 août 1538 à Stolberg (Harz)) est la sœur du dernier seigneur d'Eppstein et est à partir de 1505 comtesse de Königstein. En tant que mère de Julienne de Stolberg, elle est la grand-mère de Guillaume d'Orange (1533-1584). 

## Biographie
Anne d'Eppstein-Königstein est la fille de Philippe Ier d'Eppstein-Königstein (1459-1481) et de sa deuxième épouse Louise de La Marck (morte en mai 1511) ,. Elle a trois frères aînés, Eberhard (vers 1474-1535), Philippe (1476-1509) et Georges (1478-1527). Le père d'Anne est décédé au moment de sa naissance en 1481 au château de Königstein. Puis sa mère Louise reprend le gouvernement d'Eppstein-Königstein avec les cinq tuteurs nommés par son mari. En 1483, elle déménage au château de Butzbach, qu'elle a reçue en tant que douaire dans le cadre de son contrat de mariage. En 1490, le frère d'Anne, Eberhard, est devenu majeur et reprend le gouvernement d'Eppstein sous le nom d'Eberhard IV. 
Anna épouse le comte Bodon VIII de Stolberg-Wernigerode (1467-1538), appelé le Bienheureux, à Butzbach en février 1500. Le mariage donne naissance à 13 enfants nés entre 1501 à 1516 puis en 1524. Bien qu'Anne soit le plus jeune enfant de ses parents, elle et ses enfants jouent un rôle important dans la succession. 
Le mariage du frère d'Anne, Eberhard IV avec Catherine de Weinsberg est resté sans descendance. Les deux autres frères, Philippe et Georges, ne sont pas mariés. L'espoir d'Eberhard repose donc sur les fils de sa sœur Anne. Leurs fils aînés Wolfgang (né e 1501) et Louis (né en 1505) sont envoyés à la cour d'Eberhard en 1514 pour leur éducation et les préparer à succéder à Eberhard. Eberhard veut empêcher que le fief de retomber dans le domaine impérial lorsque la famille d'Eppstein va s'éteindre. À cette fin, il obtient le consentement écrit de l'empereur Charles Quint à la Diète de Worms en 1521 qu'en cas de décès d'Eberhard et de son frère Georges, ses fiefs doivent tomber aux enfants de sa sœur Anne. 
Quand Eberhard décède le 25 mai 1535, le fils d'Anne, Louis de Stolberg devient l'héritier unique selon le plan de succession d'Eberhard. La seigneurie d'Eppstein et du comté de Königstein reviennent aux comtes de Stolberg. 
La fille aînée d'Anne, Anne de Stolberg, est la 28e abbesse du monastère impérial de Quedlinbourg en tant qu'Anne II. Sa deuxième fille Julienne de Stolberg est également élevée à la cour du comte Eberhard IV à Königstein. Elle a de nombreux descendants de la Maison d'Orange, la famille royale dirigeante des Pays-Bas. 
Anne d'Eppstein-Königstein décède le 7 août 1538, seulement six semaines après son mari Bodon VIII, à Stolberg. 

## Descendance
- Wolfgang de Stolberg (né le 1er octobre 1501 et mort le 8 mars 1552), marié avec Dorothée de Regenstein-Blankenburg et Geneviève de Wied ;
- Botho (né en 1502 et mort le 2 mai 1503) ;
- Anne II de Stolberg (née le 28 janvier 1504 et morte le 4 mars 1574) devient abbesse de l'abbaye de Quedlinbourg à l'âge de 12 ans avec l'approbation papale ;
- Louis de Stolberg (né le 12 janvier 1505 et mort le 1er septembre 1574), marié avec Walburge-Jeanne de Wied-Runkel (née vers 1510/15 et morte en 1578) ;
- Julienne de Stolberg (née le 15 février 1506 et morte le 18 juin 1580), mariée avec Philippe II de Hanau-Münzenberg et Guillaume de Nassau-Dillenbourg ;
- Marie (née le 8 décembre 1507 et morte le 6 janvier 1571), mariée à Cunon II de Linange-Vesterbourg († 1547) ;
- Henri de Stolberg (né le 2 janvier 1509 et mort le 12 novembre 1572), marié avec Élisabeth de Gleichen-Rembda († 1578) ;
- Philippe (né le 24 mai 1510 et mort le 21 septembre 1531) ;
- Madeleine de Stolberg (née le 6 novembre 1511 et morte le 19 novembre 1546), mariée avec Ulrich X de Regenstein-Blankenburg ;
- Eberhard (né en 1513 et mort le 21 avril 1526) ;
- Catherine (née le 24 octobre 1514 et morte le 18 juin 1577), mariée avec Albert d'Henneberg (mort en 1549) ;
- Albert-Georges (né le 2 mars 1516 et mort le 4 juillet 1587), comte de Stolberg ;
- Christophe (né le 10 janvier 1524 et mort le 8 août 1581).